# Sint-Livinusbron

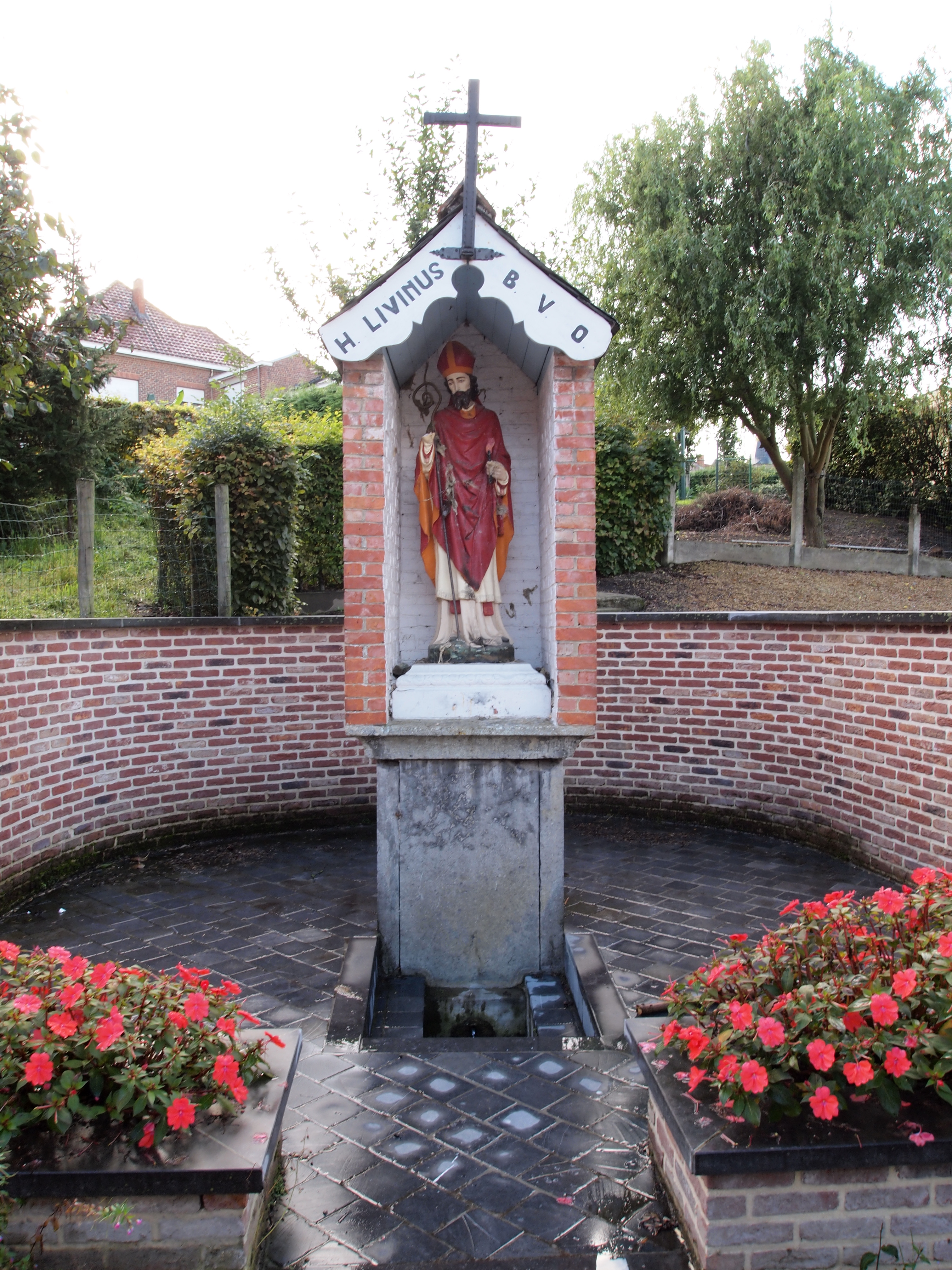
Sint-Lievensbron

De Sint-Lievensbron of Sint-Livinusbron is een bron in de tot de Oost-Vlaamse gemeente Herzele behorende plaats Sint-Lievens-Esse, gelegen aan de Bronstraat.
Het betreft een waterput met daarachter een bakstenen pijlerkapelletje waarin zich een gepolychromeerd beeldje van Sint-Livinus bevindt. Het kapelletje zou in plaats van een 18e-eeuws kapelletje zijn gekomen. Volgens de legende zou Sint-Livinus hier een bron hebben doen ontspringen door met zijn stok op de grond te slaan. In Sint-Lievens-Esse, toen nog Esse geheten, zou deze missionaris in 633 zijn vermoord waarna hij, met zijn hoofd onder zijn arm, naar Houtem, tegenwoordig Sint-Lievens-Houtem, zou zijn gewandeld om daar begraven te worden (zie: cefalofoor).
Samen met de Sint-Livinuskapel vormt dit een bedevaartsoord.